# (38751) 2000 QN207
2000 QN207 (asteroide 38751) é um asteroide da cintura principal. Possui uma excentricidade de 0.11633340 e uma inclinação de 0.81410º.
Este asteroide foi descoberto no dia 31 de agosto de 2000 por LINEAR em Socorro.